# Yoko Minamino
Yoko Minamino (南野陽子 Minamino Yoko, Osaka, Prefectura de Hyogo, 23 de junio de 1967), también conocida como Nanno (ナンノ), es una idol, cantante y actriz japonesa.

## Biografía
Se graduó en la Escuela Secundaria Horikoshi, en Nakano, Tokio. Es conocida por interpretar el papel de Saki Asamiya (en la segunda temporada) de la serie Sukeban Deka, de los años 80 (interpretada en la primera temporada por Yuki Saito). Desde 1999 hasta finales de 2022, trabajó para la agencia de talentos K-DASH CO.,LTD. Tiempo más tarde, Minamino estableció una agencia privada llamada Southern-Field. En 2023, fue seleccionada embajadora de buena voluntad para la celebración del 70 aniversario de las relaciones diplomáticas entre Japón y Camboya.

## Apariciones en películas
| Título de la película en romaji                            | Título en japonés                    | Rol             | Lanzamiento        | estudio                                         | Notas |
| ---------------------------------------------------------- | ------------------------------------ | --------------- | ------------------ | ----------------------------------------------- | ----- |
| Sukeban Deka                                               | スケバン刑事                         | Saki Asamiya    | Febrero de 1987    | Toei                                            |       |
| Haikara-san ga Tōru                                        | はいからさんが通る                   | Benio Hanamura  | Diciembre de 1987  | Toei                                            |       |
| Badaiju: Rindenbaumu                                       | 菩提樹 リンデンバウム                | Mami Nakahara   | Agosto de 1988     | Toei S1 Company                                 |       |
| The Pale Hand                                              | 白い手                               | Sensei          | Abril de 1990      | Toho                                            |       |
| Gold Rush                                                  | ゴールドラッシュ                     | Masami Sanokawa | Diciembre de 1990  | Wani Books Toei                                 |       |
| Fukuzawa Yukichi                                           | 福沢諭吉                             |                 | Agosto de 1991     | Toei                                            |       |
| Kantsubaki                                                 | 寒椿                                 | Sadako Otani    | Agosto de 1991     | Toei                                            |       |
| The Rocking Horseman                                       | 青春デンデケデケデケ                 |                 | Octubre de 1992    | Toei                                            |       |
| Watashi o Idaite, Soshite Kiss-shite                       | 私を抱いて、そしてキスして           | Keiko           | Noviembre de 1992  | Toei                                            |       |
| Driving By!                                                | ドライビング・ハイ!                  | Kaoru           | Agosto de 1991     | Sega Enterprises                                |       |
| Santabi no Kaikyō                                          | 三たびの海峡                         | Chizuru         | Noviembre de 1995  | Santabi no Kaikyō Film Committee                |       |
| Hissatsu Shimatsujin                                       | 必殺始末人                           | Kamome          | Marzo de 1997      | Shochiku                                        |       |
| Hissatsu Shimatsujin II: Midaresaku Joyakusha no Mubudai   | 必殺始末人II 乱れ咲く女役者の夢舞台  | Kamome          | Julio de 1997      | Shochiku                                        |       |
| Hissatsu Shimatsujin III: Jigoku ni Chitta Hanabira Ni-mai | 必殺始末人III 地獄に散った花びら二枚 | Kamome          | Febrero de 1998    | Shochiku                                        |       |
| Ōinaru Kan: Bonno                                          | 大いなる完 -ぼんの-                  | Takako Ishigura | Diciembre de 1998  | CIA                                             |       |
| Eki ni Sumi yoshi                                          | 駅に住みよし                         | Yōko Kitano     | Noviembre de 2000  | Firstwood Entertainment                         |       |
| Ōgawa no Itteki                                            | 大河の一滴                           |                 | Septiembre de 2001 | Ōgawa no Itteki Film Committee                  |       |
| Sennen no Koi: Hikaru Genji Monogatari                     | 千年の恋 ひかる源氏物語              | Oborozukiyo     | Diciembre de 2001  | Toei                                            |       |
| Shin Jingi-naki Tatakai: Bōsatsu                           | 新・仁義なき戦い 謀殺                |                 | Febrero de 2003    | Shin Jingi-naki Tatakai: Bōsatsu Film Committee |       |
| Ghost Shout                                                | ゴーストシャウト                     | Aiko Yatabe     | Diciembre de 2004  | Tokyo Theatres Company                          |       |
| Shinku                                                     | 深紅                                 | Michiko Ibara   | Septiembre de 2005 | Toei                                            |       |

## Apariciones en comerciales
La música de Yoko Minamino ha sido muy utilizada en dramas, películas y comerciales, los siguientes es una lista de ello.
| Título de la canción          | Título en japonés        | Descripción de uso                                                                                                  | Notas |
| ----------------------------- | ------------------------ | --- | ----- |
| Sayonara no Memai             | さよならのめまい         | Insert song for Sukeban Deka II: Shōjo Tekkamen Densetsu series                                                     |       |
| Approach                      | 接近 (アプローチ)        | Theme song for Toki o Kakeru Shōjo                                                                                  |       |
| Kanashimi Monument            | 悲しみモニュメント       | Theme song for Sukeban Deka II: Shōjo Tekkamen Densetsu series                                                      |       |
| Kaze no Madrigal              | 風のマドリガル           | Theme song for Sukeban Deka II: Shōjo Tekkamen Densetsu series                                                      |       |
| Rakuen no Door                | 楽園のDoor               | Theme song for the movie Sukeban Deka                                                                               |       |
| Yuki no Kahen                 | 雪の花片                 | Commercial for the Onkyo "Radian"                                                                                   |       |
| Hiruyasumi no Yūutsu          | 昼休みの憂鬱             | Commercial for Fujitsu Personal Computers FM77AV40EX model                                                          |       |
| Aki no Indication             | 秋のIndication           | Commercial for Cecil Chocolate from Glico                                                                           |       |
| Haikara-san ga Tōru           | はいからさんが通る       | Used multiple times: 1. Theme song for the movie Haikara-san ga Tōru 2. Commercial for Fujicolor film from Fujifilm |       |
| Ame no Mukōgawa               | 雨のむこうがわ           | Commercial for the Onkyo "Radian"                                                                                   |       |
| Toiki de Net                  | 吐息でネット             | Commercial for "Fitnet Lipstick" and the "Spring Bazaar" from Kanebo                                                |       |
| Aki kara mo, Soba ni Ite      | 秋からも、そばにいて     | Commercial for "Almond Chocolate" and "Pocky" from Glico                                                            |       |
| Carib ni Ikitai               | カリブに行きたい         | Commercial for the FM77AV40EX computer by Fujitsu Personal Computers                                                |       |
| Anata o Aishitai              | あなたを愛したい         | Used multiple times: 1. Theme song from the movie Badaiju: Rindenbaumu 2. Commercial for JR West "WENS" service     |       |
| Just Sweet Love               |                          | Commercial for "Cecil Chocolate" from Glico                                                                         |       |
| Soft no Shita de Aimashō      | リフトの下で逢いましょう | Commercial for "Ski Train JR Spur-gō" for JR West                                                                   |       |
| Namida ha Doko e Itta no      | 涙はどこへいったの       | Commercial for "WENS" service from JR West                                                                          |       |
| Hitomi no Naka no Mirai       | 瞳のなかの未来           | Opening theme song for the NHK series Aoi Blink                                                                     |       |
| Summer Fragrance              | サマー・フレグランス     | Commercial for JR West                                                                                              |       |
| Mimi o Sumashite Goran        | 耳をすましてごらん       | Theme song for Itsuka Mita Aoi Sora on Nippon Television                                                            |       |
| Omoi no Mama ni (new version) | 思いのままに             | Message song for the NTV Nippon Television 24-Hour "TV-Ai wa Chikyū o Sukū" campaign                                |       |
| Kiss-shite Loneliness         | KISSしてロンリネス       | Commercial for "Cool, Nikki, Basshon" candy drops from Asadaame                                                     |       |
| Lonely Blue                   |                          | Commercial for the Nagoya Railroad "MediaCard"                                                                      |       |

### Discografía
Los temas marcados con un asterisco, alcanzaron el puesto número 1 en las listas de oricon.
|    | Título de la canción               | Título en japonés               | Lanzamiento | Letra           | Composición       | Adaptación        | Notas |
| -- | ---------------------------------- | ------------------------------- | ----------- | --------------- | ----------------- | ----------------- | ----- |
| 1  | Hazukashi Sugite                   | 恥ずかしすぎて                  | 1985-06-23  | Kan Chinfa      | Shunichi Tokura   | Masaaki Ōmura     |       |
| 2  | Sayonara no Memai                  | さよならのめまい                | 1985-11-21  | Etsuko Kisugi   | Takao Kisugi      | Mitsuo Hagita     |       |
| 3  | Kanashimi Monument                 | 悲しみモニュメント              | 1986-03-21  | Etsuko Kisugi   | Kisaburō Suzuki   | Hiroshi Shinkawa  |       |
| 4  | Kaze no Madrigal                   | 風のマドリガル                  | 1986-07-21  | Reiko Yukawa    | Daisuke Inoue     | Mitsuo Hagita     |       |
| 5  | Approach                           | 接近 (アプローチ)               | 1986-10-01  | Yumi Morita     | Toshio Kameto     | Mitsuo Hagita     |       |
| 6  | Rakuen no Door                     | 楽園のDoor                      | 1987-02-01  | Megumi Ogura    | Takao Kisugi      | Mitsuo Hagita     | *     |
| 7  | Hanashi Kaketakatta                | 話しかけたかった                | 1987-04-01  | Nobumi Tozawa   | Masayuki Kishi    | Mitsuo Hagita     | *     |
| 8  | Pandora no Koibito                 | パンドラの恋人                  | 1987-07-01  | Shun Taguchi    | Toshio Kameto     | Mitsuo Hagita     | *     |
| 9  | Aki no Indication                  | 秋のIndication                  | 1987-09-23  | Eiko Kyo        | Mitsuo Hagita     | Mitsuo Hagita     | *     |
| 10 | Haikara-san ga Tōru                | はいからさんが通る              | 1987-12-02  | Megumi Ogura    | Wataru Kuniyasu   | Mitsuo Hagita     | *     |
| 11 | Toiki de Net                       | 吐息でネット                    | 1988-02-26  | Shun Taguchi    | Toshihiko Shibaya | Mitsuo Hagita     | *     |
| 12 | Anata o Aishitai                   | あなたを愛したい                | 1988-06-18  | Shun Taguchi    | Mitsuo Hagita     | Mitsuo Hagita     | *     |
| 13 | Aki kara mo, Soba ni Ite           | 秋からも、そばにいて            | 1988-10-13  | Megumi Ogura    | Tamashiro Itō     | Mitsuo Hagita     | *     |
| 14 | Namida ha Doko e Itta no           | 涙はどこへいったの              | 1989-02-15  | Kan Chinfa      | Toshihiko Shibaya | Mitsuo Hagita     |       |
| 15 | Trouble Maker                      | トラブル・メーカー              | 1989-06-21  | Yoko Minamino   | Yasuhiro Kido     | Mitsuo Hagita     |       |
| 16 | Film no Mukōgawa                   | フィルムの向こう側              | 1989-11-29  | Ryo Aska        | Ryo Aska          | Jun Satō          | *     |
| 17 | Doublegame                         | ダブルゲーム                    | 1990-06-01  | Toyohisa Araki  | Takashi Miki      | Kei Wakakusa      |       |
| 18 | Hen na no!!                        | へんなの!!                      | 1990-07-01  | Chiroru Tanibo  | Toshihiko Shibaya | Toshihiko Shibaya |       |
| 19 | Mimi o Sumashite Goran             | 耳をすましてごらん              | 1990-08-01  | Daichi Yamada   | Jōji Yuasa        | Mitsuo Hagita     |       |
| 20 | Kiss-shite Loneliness              | KISSしてロンリネス              | 1990-11-21  | Tomoko Aran     | Tetsurō Oda       | Masao Akashi      |       |
| 21 | Natsu no Obaka-san                 | 夏のおバカさん                  | 1991-06-08  | Yasushi Akimoto | Yoko Minamino     | Masao Akashi      |       |
| 22 | Haikara-san ga Tōru / Toiki de Net | はいからさんが通る/吐息でネット | 2005-07-27  |                 |                   |                   |       |